# Uitzendovereenkomst
Een uitzendovereenkomst is een bijzondere vorm van de Nederlandse arbeidsovereenkomst. Het bijzondere zit hem met name in het feit dat de werknemer zijn arbeid niet verricht voor zijn formele werkgever, maar door die werkgever, het uitzendbureau, bij een derde te werk wordt gesteld.

## Fasen (Nederland)
In Nederland is in zowel de uitzend-ABU-CAO als de NBBU-CAO bedongen dat een uitzendovereenkomst in drie fasen is onder te verdelen.

### Fase A
basiscontract met uitzendbeding. 
In fase A sluit het uitzendbureau met de uitzendkracht een arbeidscontract waarin een zogenaamd uitzendbeding is opgenomen. Dit betekent dat de opdrachtgever gedurende fase A de uitzendopdracht altijd tussentijds kan opzeggen. Binnen de ABU-CAO is vastgelegd dat uitzendkrachten in deze fase oneindig veel contracten kunnen aangaan met het uitzendbureau binnen de termijn van 78 gewerkte weken.
Bij een onderbreking van meer dan 26 weken wordt het aantal gewerkte weken op nul gezet en kan de uitzendkracht opnieuw 78 of 130 weken werken in fase A.
alternatief: contract zonder uitzendbeding. 
Als de opdrachtgever in fase A aan een uitzendkracht gedurende een langere tijd meer continuïteit kan en wil bieden, is dat mogelijk. In dat geval sluit het uitzendbureau met de uitzendkracht een arbeidsovereenkomst voor bepaalde tijd zonder uitzendbeding. Met het inlenende bedrijf sluit het uitzendbureau dan een opdrachtovereenkomst voor diezelfde tijd.

### Fase B
contract voor bepaalde tijd. 
In fase B gaat het uitzendbureau met de uitzendkracht arbeidscontracten aan voor bepaalde tijd. Deze contracten kunnen door het uitzendbureau niet zomaar tussentijds worden opgezegd, tenzij dit schriftelijk in het contract is overeengekomen. In fase B kunnen maximaal 6 contracten afgesloten worden in een periode van vier jaar. Na een onderbreking van meer dan 13 weken maar minder dan 26 weken zal de uitzendkracht weer op nul gezet worden naar het begin van fase B, na een onderbreking van 26 weken of meer zal de fasering helemaal bij fase A beginnen. Na fase B komt de uitzendkracht in fase C.

### Fase C
contract voor onbepaalde tijd. 
In deze fase gaat de uitzendkracht met het uitzendbureau een arbeidsovereenkomst aan voor onbepaalde tijd. Deze overeenkomst kan niet zomaar opgezegd worden. Er zijn relatief weinig mensen werkzaam in fase C, zodat de flexwet, die bedoeld is om uitzendkrachten meer vastigheid te bieden, maar zelden wordt nageleefd. De meeste flexkrachten kunnen maximaal vijfenhalf jaar werken binnen het fasesysteem. De kans dat een uitzendbureau een flexkracht in vaste dienst neemt en dus een contract geeft voor onbepaalde tijd is klein.